# An Acoustic Night at the Theatre
An Acoustic Night at the Theatre är ett album med Within Temptation från 2009. Alumet är ett livealbum med akustiska låtar samt en ny studioinspelad låt. Albumet släpptes den 4 november 2009.

## Låtlista
1. Towards The End - 03:27
2. Stand My Ground - 03:53
3. Caged - 05:19
4. All I Need - 05:20
5. Frozen - 04:31
6. Somewhere med Anneke van Giersbergen - 04:19
7. The Cross - 04:57
8. Pale - 05:08
9. What Have You Done med Keith Caputo - 04:33
10. Memories - 04:00
11. Forgiven - 04:42
12. Utopia med Chris Jones - 03:49

## Singel
- Utopia med Chris Jones